# Busento
Busento er en ca. 90 km lang flod i Calabrien i Italien. 
Den har sit udspring i Monte Cocuzzo i Sila bjergene og løber sammen med floden Crati i byen Cosenza.

Flodens berømmelse hidrører fra en historisk begivenhed i 410, da den gotiske konge, Alarik 1. døde under kampen om byen. Ifølge legenden blev han begravet under floden, idet strømmen midlertidigt blev ført uden om, mens graven blev gravet. Graven og rigdommene i den er aldrig blevet fundet.
Den tyske digter, August von Platen, skrev i 1820 et berømt digt om denne begivenhed: "Das Grab im Busento".